# Zygogynum queenslandianum
Zygogynum queenslandianum är en tvåhjärtbladig växtart. Zygogynum queenslandianum ingår i släktet Zygogynum och familjen Winteraceae.

## Underarter
Arten delas in i följande underarter:
- Z. q. australis
- Z. q. queenslandianum